# Форест-Гіллс (Пенсільванія)
Форест-Гіллс (англ. Forest Hills) — місто (англ. borough) в США, в окрузі Аллегені штату Пенсільванія. Населення — 6429 осіб (2020).

## Географія
Форест-Гіллс розташований за координатами 40°25′30″ пн. ш. 79°51′16″ зх. д. / 40.42500° пн. ш. 79.85444° зх. д. (40.425084, -79.854469).  За даними Бюро перепису населення США в 2010 році місто мало площу 4,05 км², уся площа — суходіл.

## Демографія
Згідно з переписом 2010 року, у селищі мешкало 6518 осіб у 3099 домогосподарствах у складі 1807 родин. Густота населення становила 1609 осіб/км².  Було 3304 помешкання (816/км²).
Расовий склад населення:
| - 87,7 % — білих - 9,1 % — чорних або афроамериканців - 1,2 % — азіатів - 0,1 % — корінних американців |

До двох чи більше рас належало 1,5 %. Частка іспаномовних становила 1,3 % від усіх жителів.
За віковим діапазоном населення розподілялося таким чином: 17,4 % — особи молодші 18 років, 62,9 % — особи у віці 18—64 років, 19,7 % — особи у віці 65 років та старші. Медіана віку мешканця становила 47,5 року. На 100 осіб жіночої статі у селищі припадало 87,3 чоловіків;  на 100 жінок у віці від 18 років та старших — 85,0 чоловіків також старших 18 років.
Середній дохід на одне домашнє господарство  становив 79 240 доларів США (медіана — 64 861), а середній дохід на одну сім'ю — 98 032 долари (медіана — 92 411). Медіана доходів становила 56 141 долар для чоловіків та 51 519 доларів для жінок. За межею бідності перебувало 7,0 % осіб, у тому числі 12,2 % дітей у віці до 18 років та 4,5 % осіб у віці 65 років та старших.
Цивільне працевлаштоване населення становило 3506 осіб. Основні галузі зайнятості: освіта, охорона здоров'я та соціальна допомога — 38,7 %, науковці, спеціалісти, менеджери — 13,6 %, фінанси, страхування та нерухомість — 9,0 %, виробництво — 7,9 %.